# Charles-Joseph Colomès de Juillan
Charles-Joseph Colomès de Juillan (22 septembre 1799 - 15 avril 1870) est un homme politique et un ingénieur des ponts et chaussées des Hautes-Pyrénées dont le nom est resté attaché au développement du réseau ferroviaire français au sein de la Compagnie des Chemins de fer du Midi.

## Vie et action politique
Charles-Joseph Colomès de Juillan, couramment appelé Colomès de Juillan, est né à Tarbes le 22 septembre 1799, et mort à Tarbes le 15 avril 1870. Ancien élève de l'École polytechnique, et ingénieur des ponts et chaussées, il fut aussi député de 1831 à 1842. Destitué quelques jours avant les ordonnances de Charles X, pour l'indépendance qu'il avait montrée dans les élections, il fut élu comme candidat libéral, le 5 juillet 1831, député du 2e collège des Hautes-Pyrénées (Tarbes). Il siégea dans l'opposition, et s'associa dès le début à la plupart des votes de la gauche. Réélu le 21 juin 1834, il se prononça notamment contre les lois de septembre. Il fut encore réélu le 4 novembre 1837, cette fois comme député d'Argelès. Le gouvernement de Louis-Philippe le promut, pendant cette législature, au grade d'ingénieur en chef. Il obtint à la Chambre des députés une dernière réélection, le 2 mars 1839. Colomès de Juillan était conseiller-général des Hautes-Pyrénées. Il fut, le 14 mai 1862, admis à la retraite comme ingénieur en chef des Ponts-et-Chaussées.

## L'ingénieur
L'activité d'ingénieur de Colomès de Juillan a été surtout marquante dans le domaine des chemins de fer. Elle n'est pas séparée de son action politique d'inspiration  saint-simonienne  comme on peut en juger par ses écrits consacrés au développement technique et économique grâce aux voies de communication,.
Colomès de Juillan s'est particulièrement engagé dans les réalisations ferroviaires accomplies par les frères Pereire au sein de la Compagnie des chemins de fer du Midi. Il est le premier à avoir présenté, dès 1841, un projet de liaison ferroviaire transpyrénéenne. Ce projet qui prévoyait une liaison ferroviaire entre Tarbes et Huesca et qui aurait exigé un tunnel sous le Marboré, dans le cirque de Gavarnie, sera repris sous le Second Empire pour être abandonné en raison de l'importance des infrastructures à réaliser. Appuyé par Achille Fould, ministre influent de Napoléon III, il organisa le tracé de la ligne de Toulouse à Bayonne, en passant par Tarbes et non par Auch, ce qui offrait l'avantage de mieux desservir le département de la Haute-Garonne et de permettre le développement du thermalisme pyrénéen en plein essor.

## Hommages
Une rue importante de Tarbes porte son nom.
Il repose au cimetière de la Sède de Tarbes.

## Sources
- « Charles-Joseph Colomès de Juillan », dans Adolphe Robert et Gaston Cougny, Dictionnaire des parlementaires français, Edgar Bourloton, 1889-1891 [détail de l’édition]